# Arvika pastorat
Arvika pastorat är ett pastorat i Västra Värmlands kontrakt i Karlstads stift i Svenska kyrkan.
Pastoratskoden är 090601.
Pastoratet bildades 2002 genom sammanslagning av Arvika östra pastorat, Arvika västra pastorat och kyrkogårdssamfälligheten, som vid denna tid fortfarande var en egen enhet.
2014 tillfördes Gunnarskogs pastorat, Brunskogs pastorat, Stavnäs-Högeruds pastorat samt Glava pastorat och dess församlingar.
Pastoratet omfattar följande församlingar:
- Arvika västra församling som 2023 uppgick i Arvika-Ny församling
- Arvika östra församling som 2023 uppgick i Arvika-Ny församling
- Älgå församling som 2024 namnändrades till Älgå-Glava församling
- Ny församling som 2023 uppgick i Arvika-Ny församling
- Gunnarskogs församling från 2014
- Brunskogs församling från 2014 som 2024 namnändrades till Brunskog-Mangskogs församling
- Mangskogs församling från 2014 som 2024 uppgick i Brunskog-Mangskogs församling
- Stavnäs-Högeruds församling från 2014
- Glava församling från 2014 som 2024 uppgick i Älgå-Glava församling